# Солсбери (Мериленд)
Солсбери (енгл. Salisbury) град је у америчкој савезној држави Мериленд.

## Демографија
По попису из 2010. године број становника је 30.343, што је 6.6 (27,8%) становника више него 2000. године.
| Група             | 2000.          | 2010.          |
| Белци             | 14.111 (59,4%) | 16.032 (52,8%) |
| Афроамериканци    | 7.673 (32,3%)  | 10.441 (34,4%) |
| Азијати           | 757 (3,2%)     | 964 (3,2%)     |
| Хиспаноамериканци | 806 (3,4%)     | 2.128 (7,0%)   |
| Укупно            | 23.743         | 30.343         |